# زنان در گویان
زنان در گویان ترکیبی از پیشینه‌های آسیایی، آفریقایی و بومی هستند. استعمار بریتانیا و امپریالیسم به تبعیض جنسی علیه زنان گویانی در خانواده، سیاست و آموزش کمک کرده است. 

## بررسی اجمالی
گویان از نظر جغرافیایی در آمریکای جنوبی واقع شده است، اما از نظر فرهنگی و تاریخی با کارائیب مشترک المنافع هماهنگ بوده و اغلب با ترینیداد و توباگو مقایسه می‌شود.: 7 

### جمعیت‌شناسی
گویان کشوری است که عمدتاً دارای زنان هندی-گویانی، آفریقایی-گویانی و آمریندیان است. همچنین این کشور خانه زنانی از تبار اروپایی (عمدتاً پرتغالی) و چینی بوده است. مهاجرت هندی‌ها به جزایر هند غربی عمدتاً در گویان متمرکز است (۴۳٫۵٪).

### نقش‌ها در جامعه
بسیاری از زنان شهری گویانی نان‌آور و سرپرست خانواده هستند، به‌ویژه در خانواده‌های طبقه کارگر. در سال ۱۹۶۶، پس از استقلال گویان، زنان مجبور شدند مشاغل ثابتی پیدا کنند تا سهمی از درآمد خانواده را تأمین کنند. به دلیل بی‌ثباتی اقتصاد گویان پس از استقلال، این وضعیت منجر به افزایش ازدواج و درگیری‌های نسل‌ها شد.
زنان اوبیا رهبران مذهبی عامیانه هستند.
این کشور یک رئیس‌جمهور زن به نام جانت جاگان داشته است.

## منپژوهش

### کلیشه‌ها و دینامیک خانوادگی
تفاوت‌های نژادی بین هندی-گویانی‌ها و آفریقایی-گویانی‌ها اغلب نقش‌های زنان در جامعه این کشور را تعریف کرده است.

#### زنان هندی-گویانی
سوابق اولیه دربارهٔ زنان جنوب آسیایی (درصد زیادی از آن‌ها از هند) که برای کار کشاورزی به صورت قراردادی به گویان آورده شدند تا اقتصاد امپراتوری بریتانیا تقویت شود، یک «دیگری بربر» تعریف می‌کردند که گاهی هویت‌های افراد غیراروپایی امپراتوری را مبهم می‌کرد. اسناد رسمی دوره استعمار اغلب منجر به تصویرسازی از زنان «شهوت‌ران و غیراخلاقی» یا قربانی شده است.: 14 

#### زنان آفریقایی-گویانی
مطالعات اولیه دربارهٔ جنسیت در کارائیب، خانوارها را بر اساس «خانواده هسته‌ای یورو-آمریکایی» تعریف کرده بود، و فرض بر اینکه زنان وظایف خانگی دارند، نقش زنان در خارج از خانواده را نادیده می‌گرفت. خانوارهای آفریقایی-کارائیبی که توسط زنان اداره می‌شدند، به عنوان خانوارهای «منحرف، نابسامان، تخلیه‌شده و ناقص» در نظر گرفته می‌شدند، و کلیشه‌ای از این خانوارها به عنوان اداره‌شده توسط یک «زن قوی و مستقل و در مقابل آن، مرد آفریقایی-کارائیبی حاشیه‌ای» ارائه می‌شد (در تضاد با «خانه‌دار مطیع» هندی-کارائیبی).
طبق آمار سال ۱۹۹۲، حدود «۴۰٪ از زنان آفریقایی-گویانی در خانواده‌ای با یک شریک مرد زندگی می‌کنند، در حالی که این عدد برای زنان هندی-گویانی ۵۸٪ است».

## تاریخ
حضور زنان و جمعیت‌شناسی زنان در دوره‌های مختلف تاریخی گویان متفاوت بوده است. منشأ تنوع گویانی ایجاد یک طبقه‌بندی اجتماعی رنگ‌بندی شده و طبقاتی توسط مستعمره‌نشینان اروپایی بود.: 9  نقش زنان در جامعه مزارع منعکس‌کننده هویت نژادی و برداشت آن‌ها به‌عنوان «حفظ‌کنندگان فرهنگ» بود.

### گویان استعماری
در آغاز استقرار استعماری، تعداد بسیار کمی از زنان اروپایی به منطقه‌ای که در آن زمان گویان نامیده می‌شد مهاجرت کردند؛ سیستم مزارع زنان و مردان آفریقایی را به‌عنوان نیروی کار برده به خود جذب می‌کرد. توجه کمی به زنان باردار یا شیرده در ساعات کار یا هنگام مجازات‌ها صورت می‌گرفت.
اتحادیه‌های اجتناب‌ناپذیر ناشی از این تفاوت جنسیتی به‌عنوان انحراف تلقی می‌شدند، هرچند اقدامات کمی برای مقابله با تجاوز یا خشونت جنسی علیه زنان (که هرگز حقوقی برابر با اربابان سفیدپوست استعماری نداشتند) انجام شد. این امر منجر به طبقه‌بندی نژادی جامعه شد و اصطلاحاتی بر اساس ظاهر مانند مولاتو، ترسیروس و کوادرون به تعریف افراد پرداختند. زنان انگلیسی به‌عنوان «متمدن و بافضیلت» دیده می‌شدند و راه‌حلی برای مشکلات اجتماعی مستعمره قلمداد می‌شدند.

#### رهایی
افراد آزاد آفرو-گویانی و کسانی که آزاد شده بودند تلاش کردند تا از سیستم مزارع دوری کنند و روستاهای خود را تأسیس نمایند، پول‌های خود را جمع‌آوری کردند تا زمین‌هایی برای کشاورزی خریداری کنند. این حرکت روستایی به‌عنوان تهدیدی برای مزارع شکر که هنوز به نیروی کار نیاز داشتند، دیده شد، و دولت استعماری قوانینی وضع کرد که خرید زمین را ممنوع کرد. محروم از امکانات امرار معاش، آفرو-گویانی‌ها به مناطق داخلی به‌عنوان معدنچیان پروک ناکر یا به مناطق شهری برای کار نقل مکان کردند.